# Walter Corsanini
Walter Corsanini (Cremona, 25 luglio 1911 – Cremona, 8 ottobre 1978) è stato un calciatore italiano, di ruolo interno.
È citato anche come Walter Corsenini.

## Carriera
Giocò in Divisione Nazionale con la Cremonese, in Serie A con la Roma ed in Serie B con Cremonese e Salernitana.
Smessi i panni del calciatore, nel 1954 fonda nella sua città natale la Walcor, un'azienda di cioccolateria nazionale conosciuta in tutto il mondo.

## Palmarès

### Club

#### Competizioni nazionali
- Prima Divisione: 1

L'Aquila: 1933-1934